# Anita Borg
Anita Borg (Chicago, Illinois, 17 januari 1949 - 6 april 2003) was een Amerikaanse computerwetenschapper. Ze heeft het Institute for Women and Technology en de Grace Hopper Celebration of Women in Computing opgericht.

## Levensloop en carrière
Borg werd geboren als Anita Borg Naffz in Chicago, Illinois. Ze leerde zichzelf programmeren terwijl ze bij een verzekeringsmaatschappij werkte. Haar eerste programmeeropdracht kreeg ze in 1969. In 1981 promoveerde ze in Computer Science aan de New York University op de synchronisatie-efficiëntie van besturingssystemen.
Na haar promotieonderzoek werkte Borg vier jaar aan het bouwen van een fouttolerant besturingssysteem dat gebaseerd was op Unix. Eerst verrichtte ze deze werkzaamheden voor Auragen Systems Corp. uit de Verenigde Staten, daarna voor Nixdorf Computer uit Duitsland.
Vanaf 1986 werkte ze twaalf jaar voor Digital Equipment Corporation. Daar patenteerde ze een methode voor het genereren van complete adressporen voor het analyseren en ontwerpen van high-speed geheugensystemen. In 1987 richtte ze Systers op, wat ertoe leidde dat ze op het gebied van de e-mailcommunicatie ging werken. Als consultant-ingenieur in het Network Systems Laboratory ontwikkelde ze MECCA, een e-mail- en web-gebaseerd systeem voor communicatie in virtuele gemeenschappen.
In 1997 startte Borg als onderzoeker bij Xerox PARC. Kort daarna richtte ze het Institute for Women and Technology op, na in 1994 al Grace Hopper Celebration of Women in Computing te hebben opgericht.

### Pleitbezorger voor meer vrouwen in de techniek
Borg werkte gepassioneerd aan haar doel: dat in 2020 50% van de werknemers in de informatica vrouwen zouden zijn. Haar streven was dat vrouwen in technische werkgebieden op alle niveaus evenredig vertegenwoordigd zouden zijn en dat vrouwen zelf technologie zouden gaan beïnvloeden zodat ze er ook meer vruchten van zouden kunnen gaan plukken.

### Systers
In 1987 richtte Borg Systers op, het eerste e-mailnetwerk voor vrouwen in de technologie. Zij en enkele andere vrouwen troffen elkaar op het Symposium over besturingssystemen (SOSP), waar het idee voor Systers ontstaan is. De Systers-mailinglijst bleef almaar groeien.
Het netwerk is opgericht om een besloten plek te bieden aan de leden om ervaringen en ideeën uit te wisselen met elkaar. Het lidmaatschap van Systers was beperkt tot vrouwen met een technische opleiding en de discussies waren ook strikt beperkt tot technische kwesties. Het netwerk hield zich echter af en toe ook bezig met issues die niet strikt technisch waren. Zo startte Systers in 1992 een protest toen Mattel Inc. een Barbiepop ging verkopen die zei dat wiskunde moeilijk is, een zin die Mattel uiteindelijk verwijderde.
Borg leidde Systers tot 2000.

### Grace Hopper Celebration of Women in Computing
In 1994 richtten Anita Borg en Telle Whitney de Grace Hopper Celebration of Women in Computing op om een conferentie door en voor vrouwelijke computerwetenschappers te organiseren. De eerste Grace Hopper Celebration of Women in Computing werd gehouden in Washington, DC, in juni 1994 en bracht 500 technische vrouwen bij elkaar. De conferentie wordt nog steeds georganiseerd.

### Instituut voor vrouwen en technologie
In 1997 richtte Borg het Instituut voor Vrouwen en Technologie (nu het Anita Borg Institute for Women and Technology) op. Twee belangrijke doelen van de organisatie zijn het vergroten van het aantal vrouwen in het technische werkveld en het in staat stellen van vrouwen om zelf technologische ontwikkelingen te creëren. Het instituut richt zich dus op het vergroten van de invloed van vrouwen op technologie en vice versa. Oorspronkelijk was het instituut ondergebracht bij Xerox PARC. Het is opgezet als een experimentele research en development-organisatie. Er zijn verschillende programma's geweest om de aan- en doorvoer van vrouwen in het technische werkveld te vergroten en ervoor te zorgen dat vrouwen meer invloed krijgen op technologische ontwikkelingen.

### Prijzen en andere toekenningen
Borg ontving de Augusta Ada Lovelace Award van de Association for Women in Computing voor het werk dat ze verrichtte voor vrouwen in de IT in 1995. In 1996 werd ze Fellow van de Association for Computing Machinery. In 1999 stelde president Bill Clinton haar aan in de presidentiële commissie voor de vooruitgang van vrouwen en minderheden in wetenschap, techniek en technologie. Haar taak daarin was het aanbevelen van strategieën voor het vergroten van de breedte van participatievelden voor vrouwen.
In 2002 ontving Borg de Heinz Award voor technologie, economie en werkgelegenheid. In 2002 kreeg ze ook een Eredoctoraat voor Wetenschap en Technologie aan de Carnegie Mellon University.
Borg ontving verder de EFF Pioneer Award van de Electronic Frontier Foundation. Ze was ook lid van de raad van bestuur van de Computing Research Association en van de Commissie Vrouwen in Wetenschap en Technologie van de Nationale Onderzoeksraad.

### Nalatenschap
In 1999 werd Borg gediagnosticeerd met een hersentumor. Tot 2002 bleef ze leiding geven aan het Institute for Women and Technology. Ze overleed op 6 april 2003 in Sonoma, Californië.
In 2003 werd het Instituut voor Vrouwen en Technologie omgedoopt tot het Anita Borg Instituut voor Vrouwen en Technologie, ter ere van Borg.
Verschillende andere prijzen en programma's zijn een eerbetoon aan het leven en werk van Borg. Google heeft in 2004 de Google Anita Borg Memorial Scholarship opgericht ter ere van Borg. In 2017 is dit programma omgedoopt naar het Women Techmakers Scholars-programma. De UNSW School voor Computer Science and Engineering biedt ook een Anita Borg-prijs aan.